# Ramón Campos Pérez
Ramón Campos Pérez (Borriana, entre 1755 i 1760 - 1808) fou un escriptor i filòsof valencià.
Seguidor de l'escolasticisme nominalista, la seua personal aportació a través de la seua obra queda sintetitzada en la seua teoria del llenguatge, en la qual sosté que la paraula és un do concedit per Déu. Les seues principals obres són Sistema de lògica (1790), De la desigualtat personal (1799) i El do de la paraula (1804).